# Епархия Теуакана
Епархия Теуакана (лат. Dioecesis Tehuacaniensis) — епархия Римско-католической церкви с центром в городе Теуакан, Мексика. Дата создания 13 января 1962 г. . Юрисдикция епархии Теуакана распространяется на юго-восточную часть мексиканского штата Пуэблы. Епархия Теуакана входит в митрополию Пуэбла-де-лос-Анхелос. Кафедральным собором епархии Теуакана является церковь Непорочного зачатия Пресвятой Девы Марии. Общая площадь епархии:6295 км2. Население (Католики) по данным 2010-года 1 017 000. 962 000 (94,6%) - включая нечленов.

## История
13 января 1962 года Римский папа Павел VI выпустил буллу Quem ad modum, которой учредил епархию Теуакана, выделив её из архиепархий Пуэбла-де-лос-Анхелос и Антекера.

## Ординарии епархии
- епископ Rafael Ayala y Ayala (18.06.1962—5.07.1985);
- епископ Норберто Ривера Каррера (5.11.1985—13.06.1995) — назначен архиепископом Мехико;
- епископ Mario Espinosa Contreras (2.04.1996—3.03.2005) — назначен епископом Масатлана;
- епископ Rodrigo Aguilar Martínez (28.01.2006 — 3.10.2017) — назначен епископом Сан-Кристобаль-де-лас-Касас.[1]
- епископ Gonzalo Alonso Calzada Guerrero (20 октября 2018 г. — настоящее время)[1]